# 임이 오는 소리
《임이 오는 소리》는 대한민국의 가수 가인, 민서의 디지털 싱글이다. 2016년 6월 3일에 발매되었다. 대한민국의 영화 《아가씨》의 삽입곡이다.

## 트랙 리스트
| #  | 제목               | 작사   | 작곡   | 편곡   | 재생 시간 |
| -- | ------------------ | ------ | ------ | ------ | --------- |
| 1. | 〈임이 오는 소리〉 | 이필원 | 이필원 | 조정치 | 4:08      |

## 크레딧
- Supervisor : 윤종신
- Co-Producer : 윤종신(@MYSTIC89), 조영철(@APOP)

- Recording Engineer : 정재원
- Mixing Engineer : 김일호(@STUDIO89)
- Coordinator : 윤상식, 유예나

- Guitar : 조정치
- Whistle : 하림
- Accordion : 하림
- Nyckelharpa : 하림
- Oboe : 오은혜
- String Arrange : 김건
- String : 융 스트링